# Рита Уилсън
Рита Уилсън (на английски: Rita Wilson) e американска актриса и кинопродуцентка от български произход.

## Произход
Тя е родена като Маргарита Ибрахимова (на английски: Margarita Ibrahimoff) в Лос Анджелис, щата Калифорния на 26 октомври 1956 г.
Нейният баща, Хасан Халилов Ибрахимов (1920 – 2010), е българо-мохамеданин, роден в с. Брещене, Ксантийско в Гърция. Семейството на Хасан Ибрахимов се мести в Смолянско, България след 1927 г., където той израства. След Втората световна война Ибрахимов емигрира в САЩ, където се жени за гъркинята Дороти. Тя е родена в село Сотире, област Аргирокастро в Албания, откъдето семейството ѝ емигрира в Гърция, а оттам в САЩ.
Когато става американски гражданин през 1960 г., Ибрахимов, приел православието на сватбата си, сменя и името си на Алън Уилсън, приемайки за фамилия наименованието на улицата, на която живее семейството му – „Удроу Уилсън“. Алън е възпитан в гръцка православна вяра. С Дороти имат 3 деца. През 2011 година Рита посещава Северна Гърция и България, за да открие своите корени по бащина линия.
Самата Уилсън афишира повече гръцките си корени. 
През 2019 г. тя получава почетно гръцко гражданство заедно със своя съпруг, актьорът Том Ханкс.

## Творчество
Уилсън играе епизодични роли в разни телевизионни сериали, както и в няколко филма. Сред нейните филми са: Midnight Caller, Volunteers, Teen Witch, The Bonfire of the Vanities, Barbarians at the Gate, Sleepless in Seattle, Now and Then, That Thing You Do!, Frasier, Jingle All the Way, Runaway Bride, and Raise Your Voice.
Триумфът на Рита Уилсън като продуцент е филмът „Моята голяма луда гръцка сватба“ от 2002 г. Въпреки скромния си бюджет, филмът става най-печелившата независима продукция в историята на киното, с приходи от над 200 милиона долара.

## Семейство
Рита Уилсън е омъжена за известния актьор Том Ханкс от април 1988 г. и има 2 деца от него.
Говори се, че Рита Уилсън е научила своя съпруг Том Ханкс на отделни български думи, които той използва във филма „Терминалът“ (The Terminal), за да пресъздаде измисления език на Кракозия. Самият Том Ханкс казва, че за образа на Виктор Наворски във филма е имал за модел своя тъст, бащата на Рита.